# Psoroptes cuniculi
Psoroptes cuniculi är en spindeldjursart som först beskrevs av Delafond 1859.  Psoroptes cuniculi ingår i släktet Psoroptes och familjen Psoroptidae. Inga underarter finns listade i Catalogue of Life.